# Leucopodoptera eumundii
Leucopodoptera eumundii är en insektsart som beskrevs av Rentz, D.C.F. och Herbert John Webber 2003. Leucopodoptera eumundii ingår i släktet Leucopodoptera och familjen vårtbitare. Inga underarter finns listade i Catalogue of Life.